# Smith Inlet (Viktorialand)
Das Smith Inlet ist eine Bucht an der Pennell-Küste des ostantarktischen Viktorialands. Sie liegt zwischen Kap Moore und Kap Oakeley. In sie hinein mündet die Zunge des Barnett-Gletschers.
Entdeckt wurde die Bucht 1841 vom britischen Polarforscher James Clark Ross bei dessen Antarktisexpedition (1839–1843). Ross benannte das Inlet nach Alexander John Smith (1812–1872), Maat auf dem Expeditionsschiff Erebus.